# Erysimum mediohispanicum
Erysimum mediohispanicum es una planta de la familia  Brassicaceae. Es perennifolia, monocárpica, herbácea, de porte pequeño. Se encuentra en muchas regiones montañosas de España del este dónde se distribuye entre 800-2.000 m sobre nivel del mar y habita bosques, matorrales, y zonas de arbustos. Ocupa dos regiones principales en la península ibérica, una en el norte (Soria a Lérida) y la otra en el sureste (provincias de Granada, Albacete, Jaén, y Almería.
Esta especie pertenece al complejo de especies nevadense, junto con otras cinco especies Ibéricas más (Erysimum nevadense, Erysimum gomezcampoi, Erysimum ruscinonense, Erysimum rondae, Erysimum mexmuelleri).

## Ciclo de vida
Las semillas germinan durante la temprana primavera (marzo a principios de mayo). La germinación de la semilla es muy alta, generalmente por encima del 80% en la mayoría de los lugares. Las plantas de semillero crecen durante 2-4 años como rosetones vegetativos. Mucha mortalidad ocurre durante el primer verano debido a la sequía generalmente severa del verano que se produce en el ambiente mediterráneo. Los individuos supervivientes florecen durante su segundo año, y después de florecer la mayoría de los individuos mueren. Sin embargo, hay una proporción baja de individuos que se reproduzcen más de una vez, esta proporción de individuos "iteroparous" varían geográficamente.

## Morfología
La morfología de la planta es muy plástica en esta especie. Las plantas reproductivas producen de uno a ocho tallos reproductivos a partir del 8 a 130 cm de alto. Cada tallo en floración puede exhibir entre 5 y aproximadamente 100 flores hermafroditas amarillas brillantes (hasta varios cientos), levemente protandras dispuestas en inflorescencias corimbosas.

## Polinización
Las flores tienen un androceo tetradínamo, con cuatro estambres largos y dos cortos. Cada flor contiene un número variable de óvulos, que pueden ser entre 15 y 30 aproximadamente. Las flores tienen una corola en tubo no-soldado formado por la unión de los pétalos y los sépalos. Las flores producen cantidad minuciosa de néctar en cuatro nectarios situados en la base del tubo de la corola, alrededor del ovario. La forma de la Corola es extremadamente variable, extendiéndose radialmente a bilateral simétrica incluso en la misma población.
Las flores son visitadas por más de cien especies de insectos que pertenecen al orden Hymenoptera, Diptera, Coleoptera, Lepidoptera y Heteroptera. Aunque esta crucífera es autocompatible, necesita vectores de polen producir una fecundación completa. De hecho, las plantas excluidas experimentalmente de polinizadores fijaron consiguieron solamente 16% de la fructificación con respecto a las plantas polinizadas naturalmente. Unos polinizadores abundantes son los escarabajos Melighetes maurus (Nitidulidae), Dasytes subaeneus (Dasytidae), Malachius laticollis (Malachiidae) y Anthrenus spp. (Anthrenidae), las abejas solitarias Anthophora leucophaea (Anthophorini) y Halictus simplex (Halictidae), y Bombylius spp. (Bombyliidae).

## Amenaza por herbívoros
En el sureste de España, numerosas especies de herbívoros consumen a los individuos reproductivos. Algunos brotes florales no se abren porque son transformados a agallas por las moscas  (Dasineura sp., Cecidomyiidae). Varias especies de chupadores de savia (sobre todo los insectos Eurydema oleraceae, E. fieberi, E. ornata, y Corimeris denticulatus) se alimentan en los tallos reproductivos durante el periodo de floración y fructificación. Además, los tallos son agujereados por una especie del gorgojo (presumiblemente Lixus ochraceus, Curculionidae), que consume sus tejidos internos, así como otra especie de gorgojo (Ceutorhynchus chlorophanus, Curculionidae) se desarrolla en el interior de los frutos, viviendo en las semillas en desarrollo y actuando como depredadores en la dispersión de la semilla. Los tallos son ramoneados por el ibex hispano (Capra pyrenaica, Bovidae), los cuales consumen las flores y sobre todo las frutas verdes. Las semillas dispersas son consumidas por ratones de campo (Apodemus sylvaticus, Muridae), varias especies de pájaros (Fringilla coelebs, Serinus serinus, y Carduelis cannabina Fringillidae, entre otros), varias especies de tamaño medio de escarabajos granívoros (Iberozabrus sp. Carabidae, entre otros), y hormigas (Lasius niger, Tetramorium caespitum, Cataglyphis velox y Leptothorax tristis). Estos animales consumen las semillas a partir de finales de agosto a principios de abril. Las plantas surgidas de semillas y los brotes jóvenes son dañados alguna vez por la cabra montés, ovejas, verracos salvajes (Sus scrofa, Suidae), liebres (Lepus granatense, Leporidae), y campañoles (Pitimys spp., Arvicolidae), aunque la mayoría de las plantas de semillero mueran debido a la sequía del verano y semillas de baja calidad germinativa.

## Dispersión de las semillas
E. mediohispanicum produce semillas minúsculas (menos que 0.5 mg) que se autodispersan (por gravedad) durante agosto y septiembre (cerca de 40-60 días después de la polinización), cuando las válvas dehiscente de las frutas (silicua) se abren debido al movimiento de la vegetación por el viento, a la lluvia o al contacto físico. En esta especie la distancia de la dispersión es muy corta, apenas muy pocas semillas viajan más lejos de 1 metro de la fuente de la planta. La distancia de la dispersión de la semilla se relaciona positivamente con la altura del tallo de floración, plantas más altas dispersan generalmente las semillas más lejos.

## Taxonomía
Erysimum mediohispanicum fue descrita por Adolf Polatschek y publicado en Ann. Naturhist. Mus. Wien 82: 342 1978 publ. 1979.
Etimología
Erysimum: nombre genérico que deriva de las palabras griegas: eryomai = "para ayudar o salvar", porque algunas de las especies,  supuestamente, tenían un valor medicinal.